# Fossacesia
Fossacesia è un comune italiano di 6 268 abitanti della provincia di Chieti in Abruzzo, apprezzata località balneare della Costa dei Trabocchi. Dal 2004 si fregia della Bandiera Blu. Con il recupero nel nuovo millennio delle antiche macchine adibite alla pesca, i cosiddetti "Trabocchi", e la valorizzazione del tratto di litorale che da essi prende nome, Fossacesia ha ulteriormente incrementato la propria notorietà sia a livello regionale, sia nazionale. Nel territorio comunale si segnala la presenza dell'Abbazia di San Giovanni in Venere, «...una delle più importanti e grandiose abbazie d'Abruzzo» del XII secolo, situata su un promontorio che si affaccia sull'Adriatico (Golfo di Venere).

## Geografia fisica

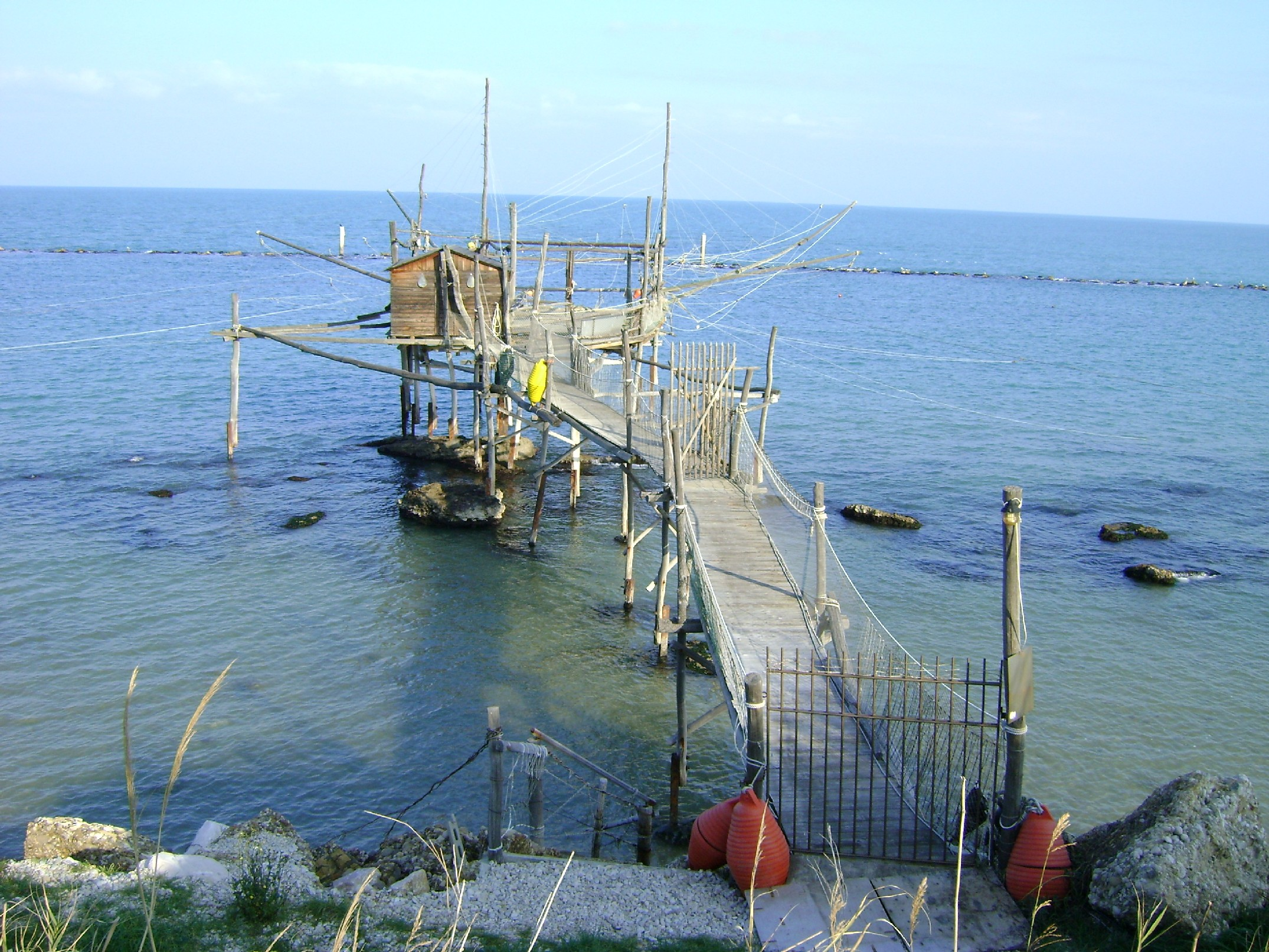
Un trabocco fossacesiano tra San Vito Chietino e Marina di Fossacesia

Fossacesia si trova su un'altura della fascia litoranea alla sinistra della foce del fiume Sangro, a circa 2 km dalla costa. Il territorio del comune, intensamente coltivato, si estende per 30,08 km², dalla costa, lungo la piana del fiume Sangro, salendo in collina in direzione di Lanciano.
La frazione di Fossacesia Marina, invece, si sviluppa lungo la costa, protetta dalla piccola baia chiamata "Golfo di Venere". Le spiagge sono costituite, per la quasi totalità, da ciottoli bianchi. A sud, verso la foce del Sangro, la costa si fa più bassa e, per piccoli tratti, vi si trovano anche dune di sabbia. A nord si trova il litorale roccioso di Punta Cavalluccio, punteggiato dai caratteristici trabocchi, le antiche strutture per la pesca protese sul mare.

## Storia
Nel IX secolo Fossacesia subì una colonizzazione monastica da parte dei benedettini di Farfa che vi organizzarono una corte, un'azienda fondiaria e amministrativa intorno alla quale si costituì l'aggregato umano formato da coloni e artigiani al servizio dell'abbazia di San Giovanni in Venere.
Nell'anno 1004 fu fondata l'abbazia da Trasmondo II, Conte di Chieti.

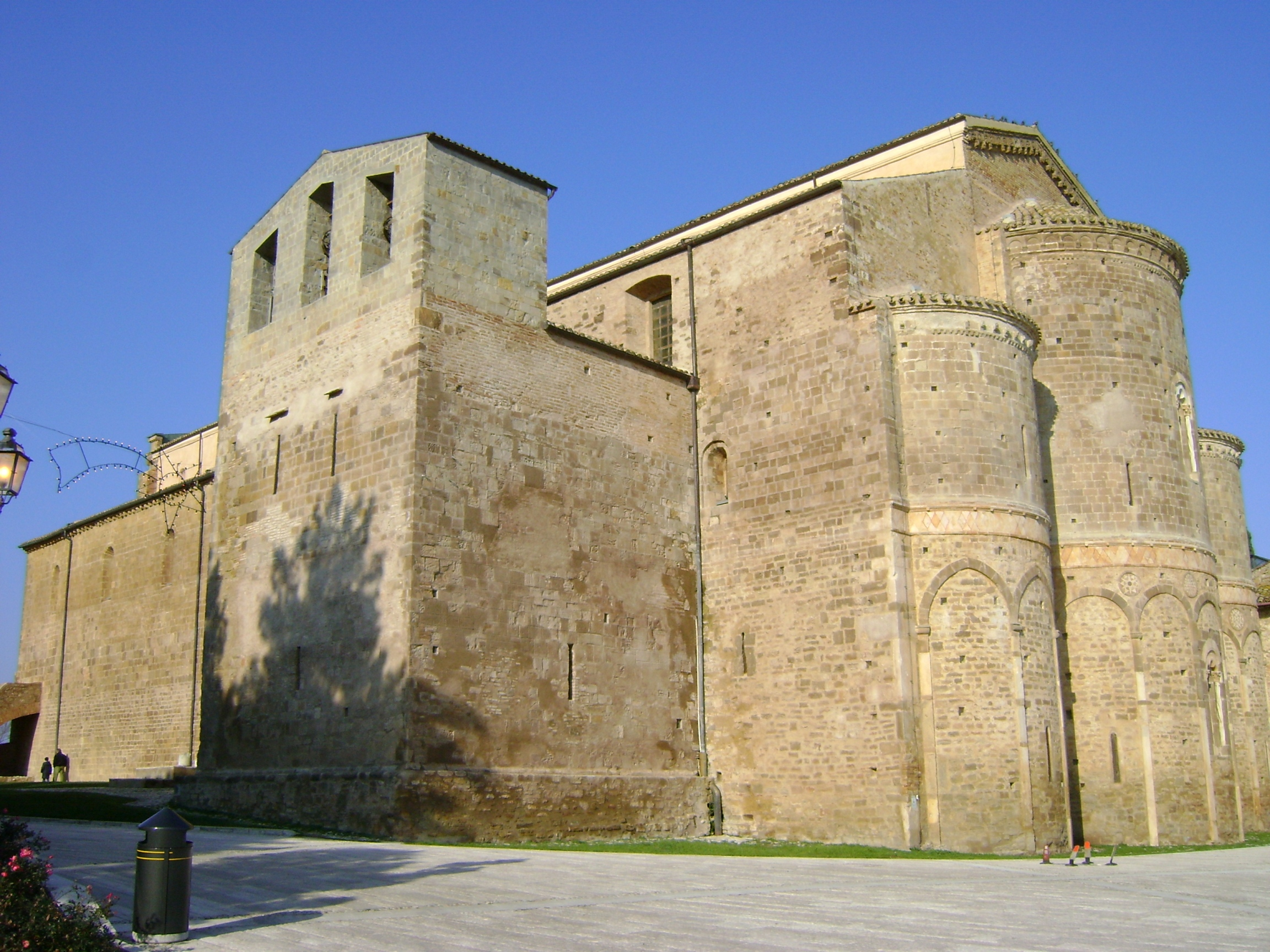
L'abbazia di San Giovanni in Venere

Nell'anno 1195 il diploma dell'Imperatore Enrico VI di Svevia concedeva in privilegio all'abbazia di San Giovanni in Venere una località vicina chiamata Fossamcaecam.
Nel XII secolo il nome veniva scisso in Fossam Caecam. In seguito, il toponimo subì diverse varianti e nel 1239 compare la scritta Fossacieca.
Nella seconda metà del XII secolo, l'abbazia, distrutta negli anni precedenti, fu ricostruita dall'abate Oderisio II (1155-1204). 
Nel XVI secolo l'abbazia fu devastata dalle incursioni saracene.
Nel 1585 fu affidata da Papa Sisto V all'Oratorio di Santa Maria di Vallicella in Roma.
All’inizio del Cinquecento, Giovanni Francesco Rizzo, Patrizio di Napoli, risulta Barone di “Fossaceca”.  A seguito della ribellione dei Baroni con la discesa di Odet de Foix, conte di Lautrec, il Rizzo venne spogliato del feudo, che venne concesso a Antonio d’Ixar.
Nel XVII secolo Fossacesia passò sotto il dominio dei de Rubeis ma alla fine del Settecento era Terra Regia.
Nel 1671 spuntò il binomio Fossa Ceca. Nel XVII-XVIII secolo la città dette i natali ai maggiori storici e archeologici antichi di Lanciano e del territorio Frentano. Nel 1687 nacque il filologo e storico Pietro Pollidori, autore insieme a Giacomo Fella di una storia di Lanciano, nel 1756 nacque l'abate Domenico Romanelli, autore del volume Scoverte patrie di luoghi distrutti e antichi della Regione Frentana. Una targa recente commemora questi personaggi presso la facciata della chiesa del Santissimo Rosario.
Nel 1802 il binomio Fossa Ceca fu unito in una sola parola, inclusa nel distretto di Lanciano nella provincia d'Abruzzo Citeriore (Chieti).
Nel 1863 compare il toponimo definitivo, Fossacesia.

Nel 1943 durante la battaglia del Sangro, Fossacesia viene pesantemente bombardata dall'aviazione alleata.
Dalla fine degli anni Novanta la frazione di San Giovanni in Venere è diventata sempre più frequente meta di turismo e pellegrinaggi per la storica abbazia. Lo sviluppo del turismo balneare si è visto con l'inclusione della frazione di Fossacesia Marina nella "costa dei Trabocchi".

### Simboli
Lo stemma e il gonfalone di Fossacesia sono stati concessi con decreto del presidente della Repubblica del 20 novembre 1964.
Il gonfalone è un drappo partito, di rosso e di bianco.

## Monumenti e luoghi d'interesse

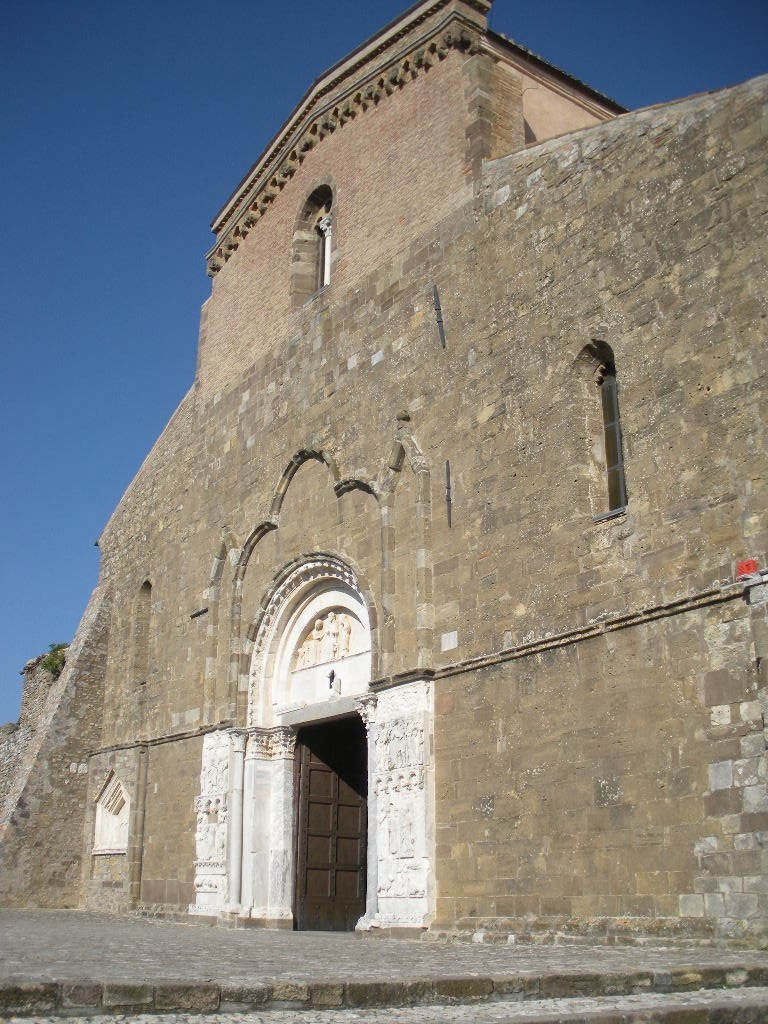
Facciata dell'abbazia

### Architetture religiose
- Abbazia di San Giovanni in Venere. Il monastero fu costruito presso lo sperone tufaceo verso la marina del golfo, dove sorgeva un tempio pagano di Venere. L'abbazia è citata nel primo rifacimento nel 1015 ad opera dell'abate Trasmondo. Nel 1165 fu ricostruita in stile romanico dal monaco Oderisio II, che ordinò anche la costruzione del portale occidentale. Nel 1566 subì un grave attacco dei turchi. La chiesa attuale è abbastanza conservata nello stile originale, con pianta rettangolare a tre absidi, e facciata a capanna. L'interno è a tre navate con arcate ogivali, e presbiterio rialzato sopra la cripta a campate, suddivise da colonnine con volte a botte. Presso le absidi si conservano affreschi del Duecento. Il portico del chiostro annesso alla chiesa è frutto di una ricostruzione del XV secolo.
La facciata in romanico abruzzese è di particolare interesse, con il portale in pietra adorno di bassorilievi del XIII secolo. Nel riquadro superiore c'è la Deesis, ossia Cristo in trono con la Madonna e san Giovanni Battista.

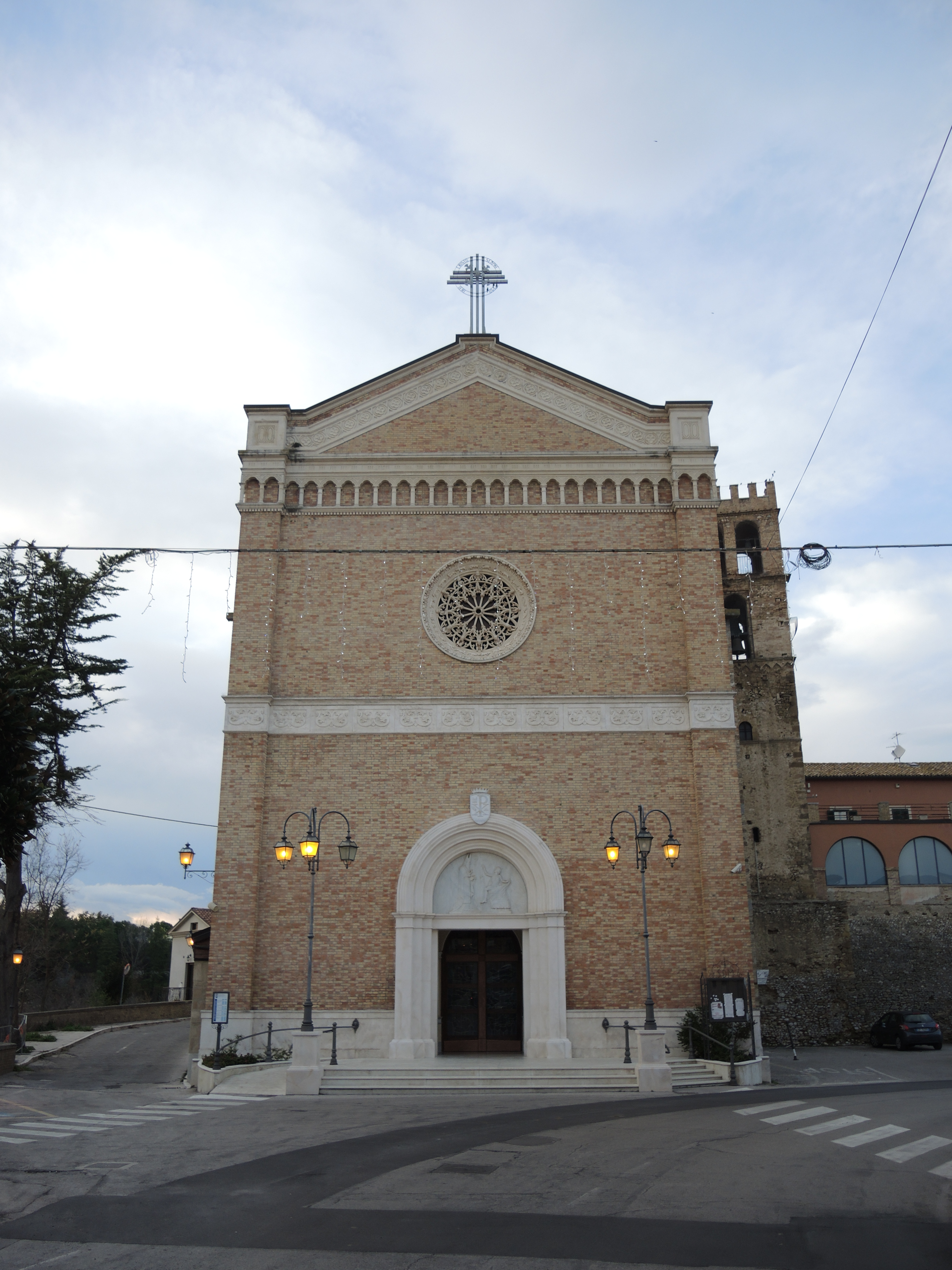
Chiesa di San Donato

- Chiesa di San Donato, costruita nel 1905[10], ricostruita in seguito ai bombardamenti subiti durante la seconda guerra mondiale. Principale parrocchia di Fossacesia, sorge in piazza del Popolo, conserva un impianto longitudinale a croce latina, con facciata pseudo romanica, col portale in pietra ad arco a tutto sesto, e un rosone centrale a raggiera elaborata. Il campanile è quattrocentesco, della scuola di architetti delle torri campanarie di Lanciano delle principali chiese storiche della città, è a torre quadrata, con la parte superiore rifatta, con arcate e merli alla fiorentina. L'interno a navata unica, con cappelle presso il transetto, è stato ricostruito seguendo lo schema neogotico, esistente già prima delle distruzioni dell'ottobre 1943. Celebre è la fotografia del generale britannico Bernard Law Montgomery tra le macerie di questa chiesa.

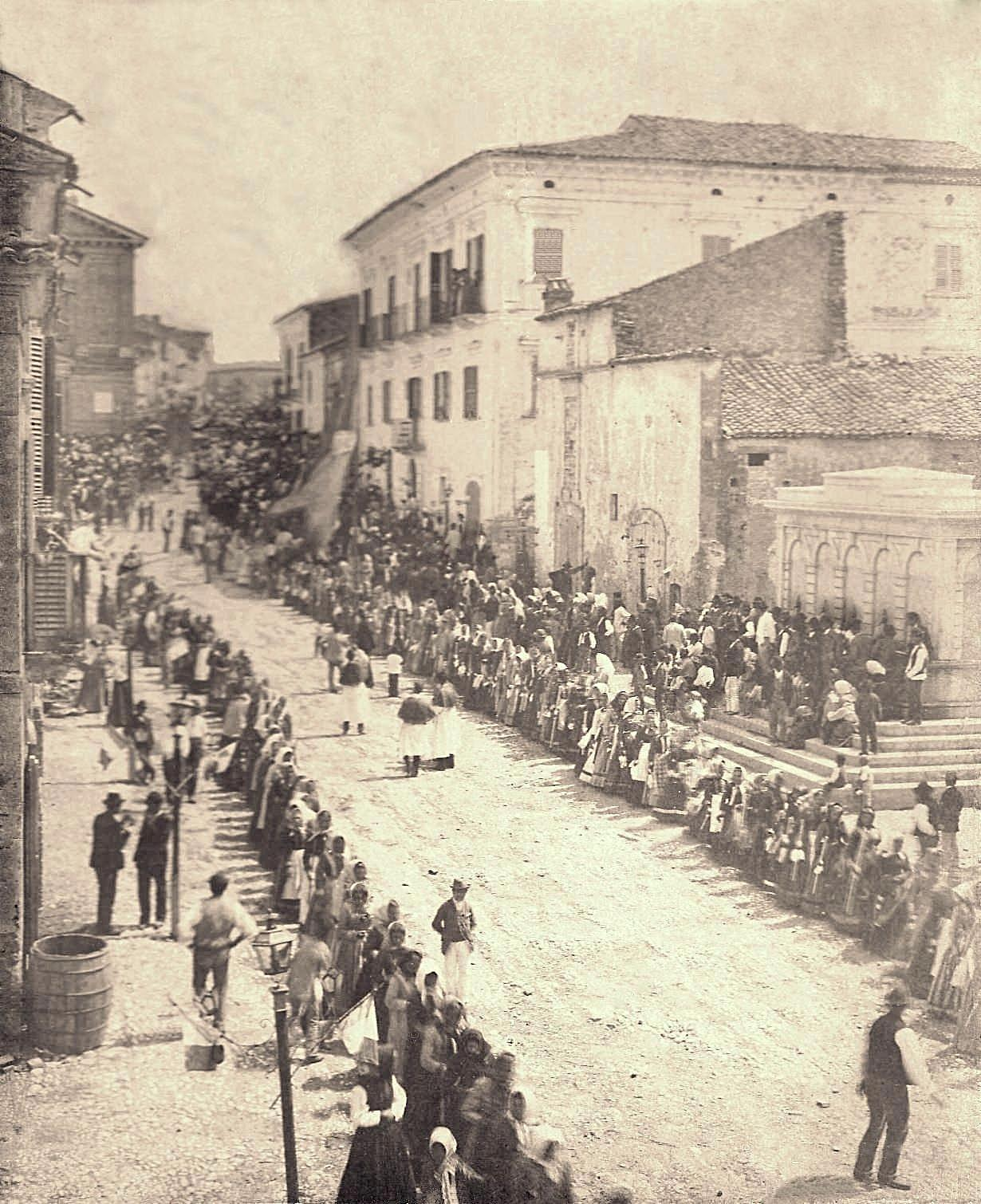
Fotografia storica del centro di Fossacesia, con in vista la Fontana delle 5 cannelle

- Chiesa del Santissimo Rosario, costruita nel 1876. È la seconda principale chiesa di Fossacesia paese, posta sulla strada principale del centro, con la facciata rivolta verso quella della chiesa di San Donato. La chiesa è frutto di un corposo restauro della metà dell'800, ha pianta rettangolare con esterno in mattoni rossi, tetto spiovente, facciata decorata da portale architravato, affiancato da due targhe che celebrano i personaggi illustri Pietro Pollidori (storico locale) e Domenico Romanelli (anch'esso storuco e filologo). Un orologio civico decora il timpano triangolare, un campanile turrito quadrangolare si trova sul lato, in vua Romanelli.
- Chiesa di San Silvestro, fondata a Villa Scorciosa nell'XI secolo. Il 29 agosto 2009 è stata riconsacrata e riaperta al pubblico.[11] La facciata principale è romanica. Sopra il portale vi è un arco a sesto acuto. Sopra ancora vi è una finestrella ad oblò. All'angolo a destra della facciata, sul tetto, vi è il campanile a vela.
Chiesa principale della contrada Scorciosa è quella di San Carlo Borromeo, posta sulla piazza principale, del XVI-XVII secolo, caratterizzata da un campanile in laterizio a pianta quadrata, durato di orologio civico e gabbia metallica in ferro battuto, sulla sommità.
- Chiesa di Santa Maria Stella Maris: si trova nella frazione Marina, sul lungomare, ed è la chiesa principale, in sostituzione della cappella della Madonna del Carmine, sulla SS16, in stile eclettico liberty. Questa chiesa è stata realizzata negli anni 70 in cemento armato a pianta rettangolare irregolare, decorata tuttavia da un grande altorilievo centrale della facciata, col Cristo benedicente e il simbolo dello Spirito Santo. Anche le vetrate policrome sono molto elaborate. Il campanile laterale è a torre in cemento armato, con la scritta AVE O MARIA.

### Architetture civili
- Il palazzo nobiliare Contini (1770).
- Il palazzo nobiliare Mayer (metà Ottocento).
- La villa Marcantonio, posta sulla strada che da Fossacesia porta all'Abbazia di San Giovanni in Venere.
- Il casino Mayer sito sulla strada che da Fossacesia porta all'Abbazia di San Giovanni in Venere, in stato di abbandono.
- Il Palazzo del Comune, edificato nel 1882.

### Fontane
- La Fontana delle Cinque Cannelle, situata in Piazza del Popolo, del 1888.
- La Fonte di Venere, fontana di origine romana ancora esistente sotto il muraglione dell'Abbazia di San Giovanni in Venere, dove secondo una tradizione paganeggiante sussistente fino alla metà del 1900, le donne desiderose di concepire un figlio si recavano ad attingere l'acqua. Oggi la fonte è in uno stato di estremo degrado.
- Il lavatoio. È composto di due vasche rettangolari in pietra contigue, di cui una più corta della prima. Attualmente la vasca più piccola non è visibile direttamente dalla strada perché chiusa da una struttura di mattoni e cemento ed accessibile da una scala[12]

### Aree naturali
- Parco pubblico "Aldo Moro" di viale San Giovanni in Venere
- Giardino pubblico "25 Luglio", nell'area di espansione moderna
- Pista ciclopedonale dei Trabocchi, in fase di realizzazione, sul lungomare della Marina

## Economia
Fossacesia, dapprima avente un'economia prevalentemente agricola sino agli anni '60, basata sulla coltivazione nei campi dei vigneti e degli olivi, oggi verte l'economia completamente sul turismo balneare estivo, data l'espansione della frazione Marina, e sulla realtà naturalistica della costa dei Trabocchi.
L'attività del settore agricolo tuttavia permane, dato che Fossacesia è nota per la produzione di vini del Montepulciano d'Abruzzo e del Pecorino, usufruisce di cantine come la Colle San Giacomo nel territorio di Rocca San Giovanni, e della Cantina sociale "Sangro" in località Fattore di Santa Maria Imbaro. Anche la pesca è redditizia, dato che è stato aperto un mercato ittico all'ingrosso, nei pressi della Marina: "L'Acquario". Quanto al turismo culturale, Fossacesia valorizza l'abbazia di San Giovanni in Venere, e per il turismo balneare, negli ultimi anni sta attrezzando e modernizzando il quartiere della Marina, il lungomare pedonale, con la costruzione di nuovi stabilimenti privati. Si è dotata, nella zona di confine con il lido di Torino di Sangro, alla foce del Sangro, anche di un porticciolo turistico "Marina del Sole".

### Costa dei Trabocchi

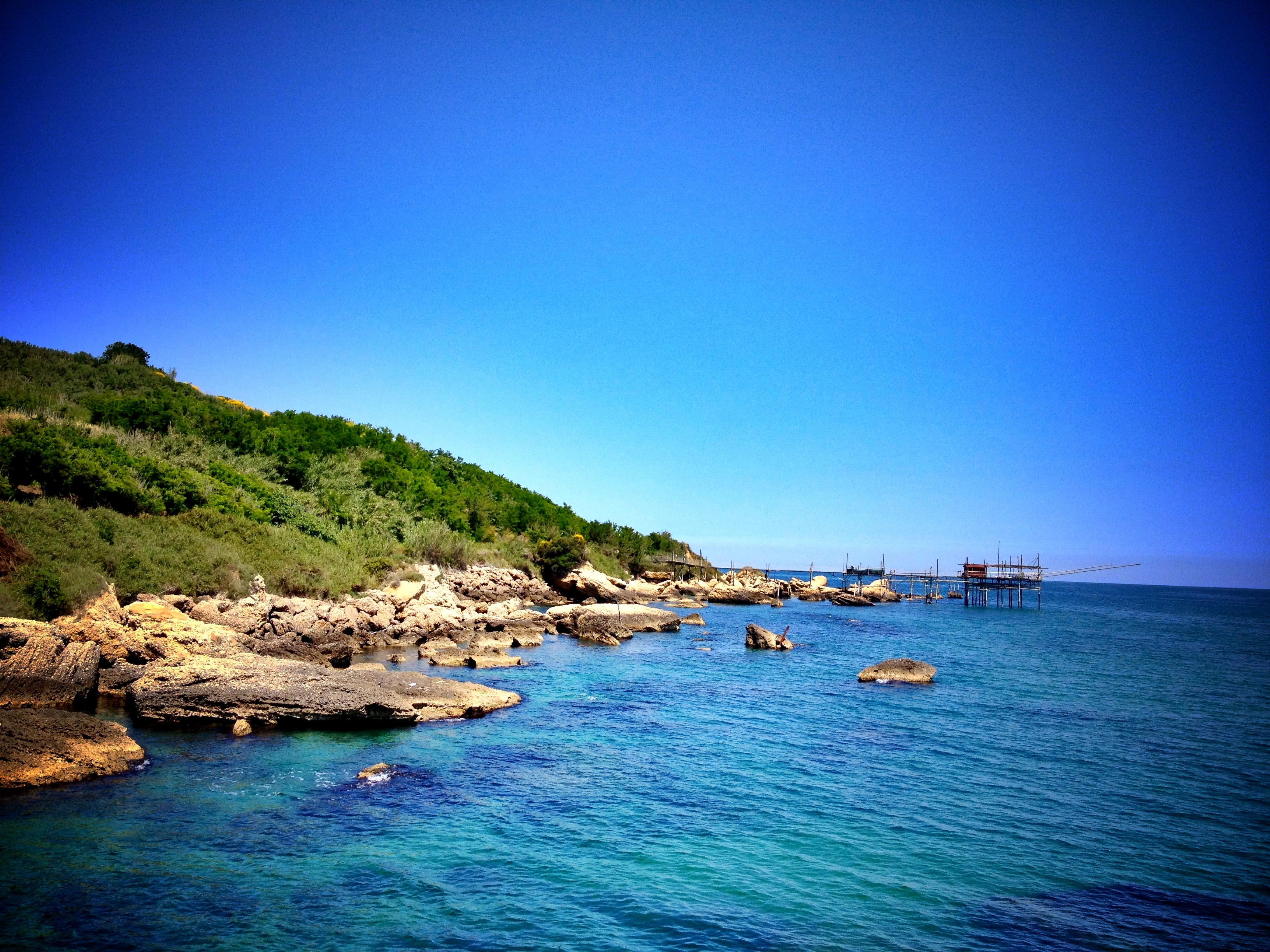
Spiaggia di Punta Penna, presso la costa dei Trabocchi

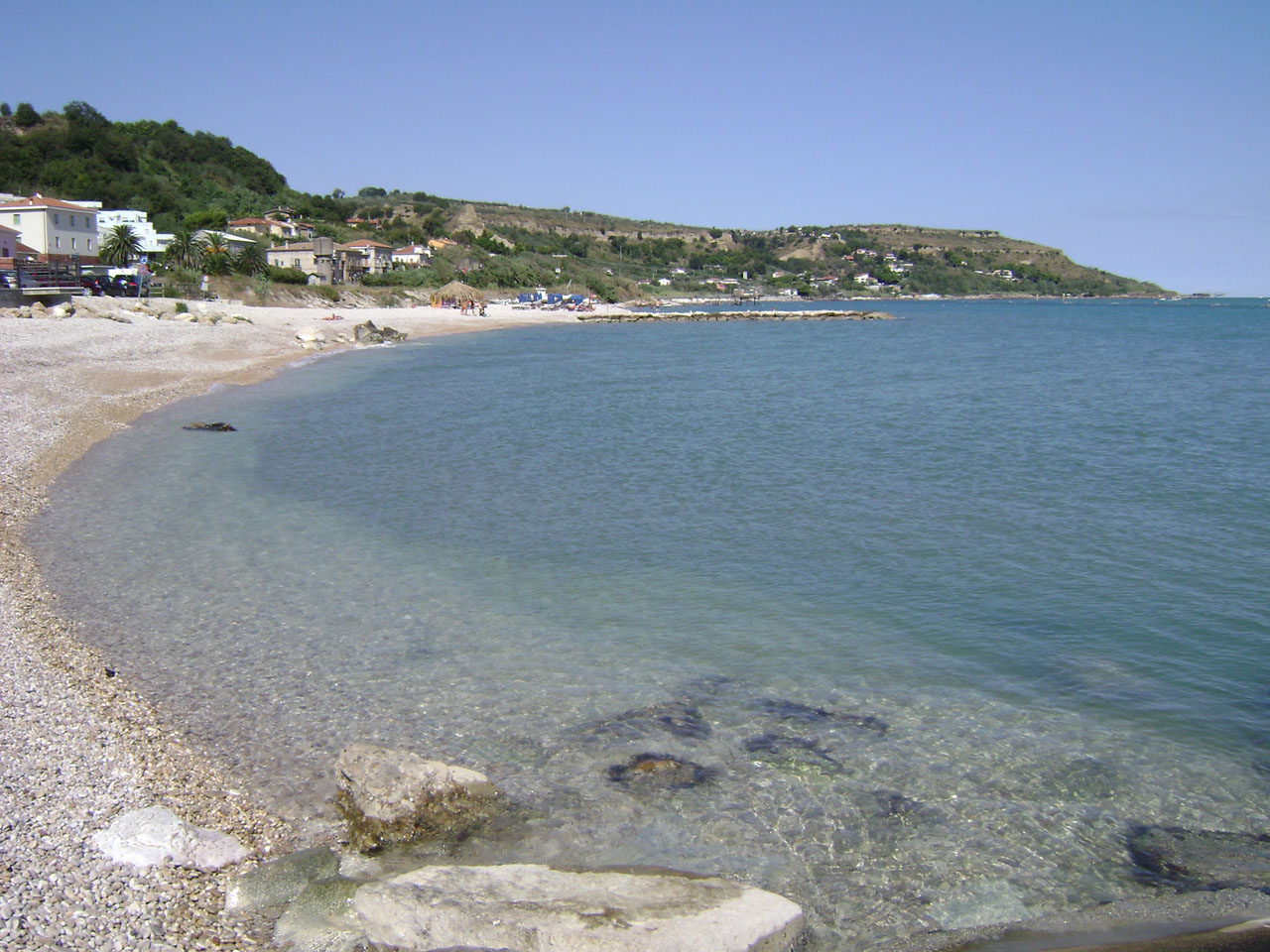
Spiaggia

La costa è una fascia litoranea che abbraccia la Marina di Fossacesia, la località Foce, ossia la marina di Rocca San Giovanni e San Vito Chietino, percorribile dalla strada statale Adriatica.
Lo scenario naturale è dominato dalla spiaggia sassosa e a tratti sabbiosa, sorvegliata dall'alto da speroni tufacei di vario aspetto, principalmente dal maggiore sopra cui poggia l'abbazia di San Giovanni in Venere. La costa nella Marina inizia verso sinistra, lungo la SS 16 Adriatica, che si distacca dal nucleo moderno della frazione balneare, e si estende a semicerchio. Questo tratto primario è detto "golfo di Venere". La costa successivamente si estende fino al territorio della Foce-Vallevò di Rocca San Giovanni, passando per le località Punta Penna e Punta Cavalluccio.
Oltrepassando la Marina verso Vasto, si incontra il Trabocco Le Morge, in territorio di Torino di Sangro.
I trabocchi, strutture su palafitte in legno disseminate lungo il litorale, danno il nome alla "costa dei trabocchi". La loro origine risale a famiglie ebree che li costruirono nel XVIII secolo, per poi rinnovarli con pilastri di ferro nel XIX secolo. I trabocchi caratteristici del territorio di Fossacesia sono il Trabocco Pesce Palombo, il Trabocco Punta Punciosa e Punta Rocciosa, adibiti a ristoranti per incentivare il turismo.

## Società

### Evoluzione demografica
Abitanti censiti

### Etnie e minoranze straniere
Al 31 dicembre 2023 la popolazione straniera era di 353 abitanti, pari al 5,19% della popolazione.

## Cultura

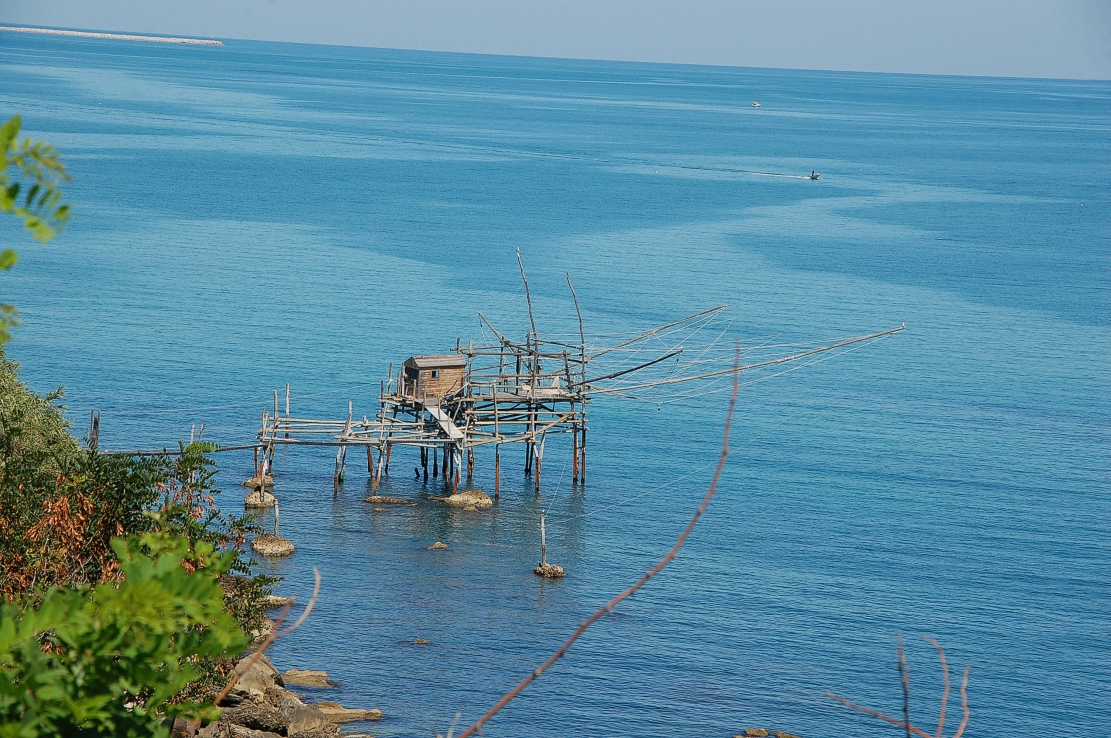
Il trabocco di Punta Punciosa

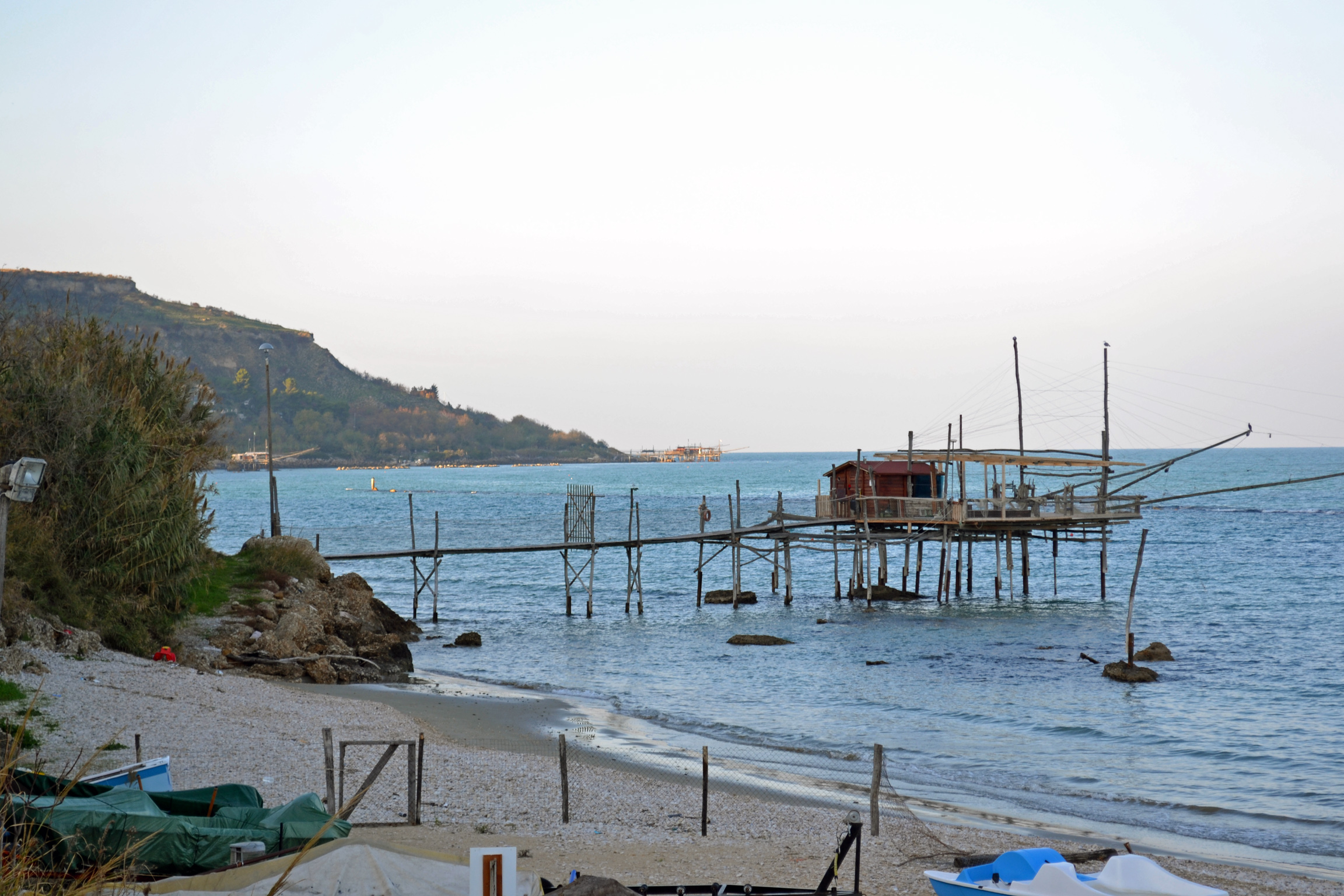
La costa di Fossacesia Marina, con in vista il trabocco "Pesce Palombo"

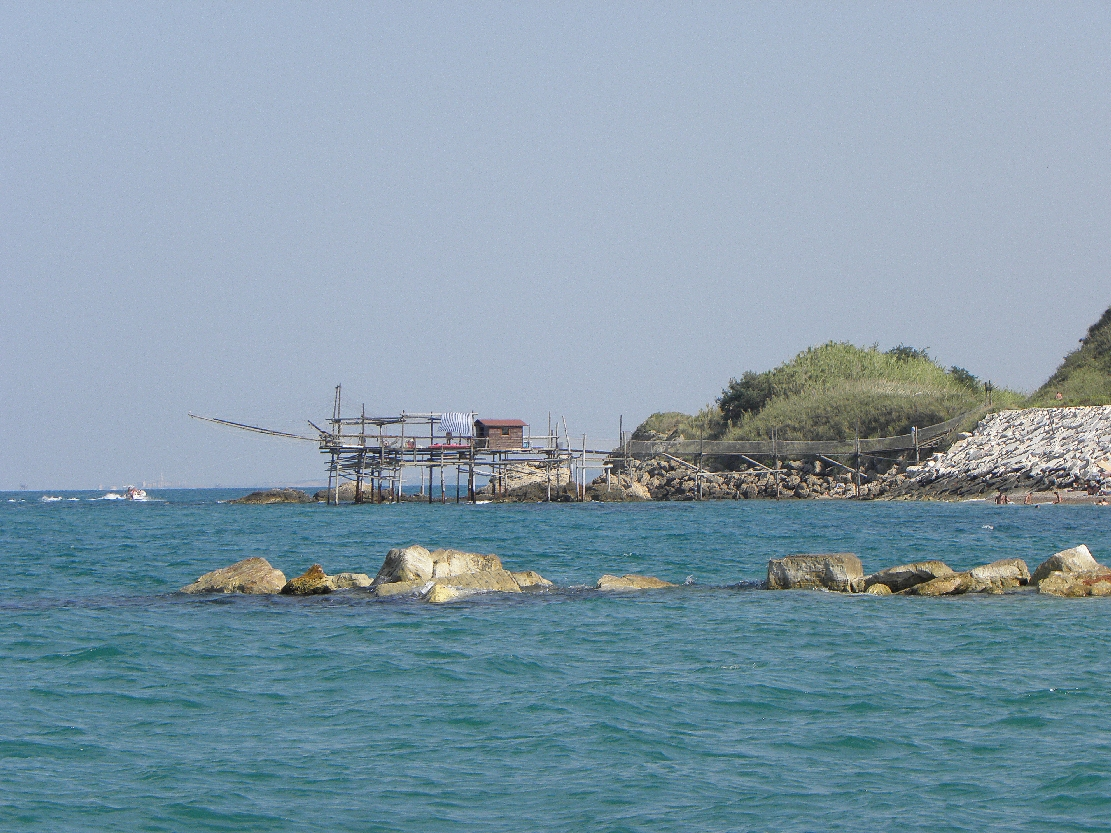
Veduta del trabocco di Punta Tufano, a contrada La Foce (Rocca San Giovanni)

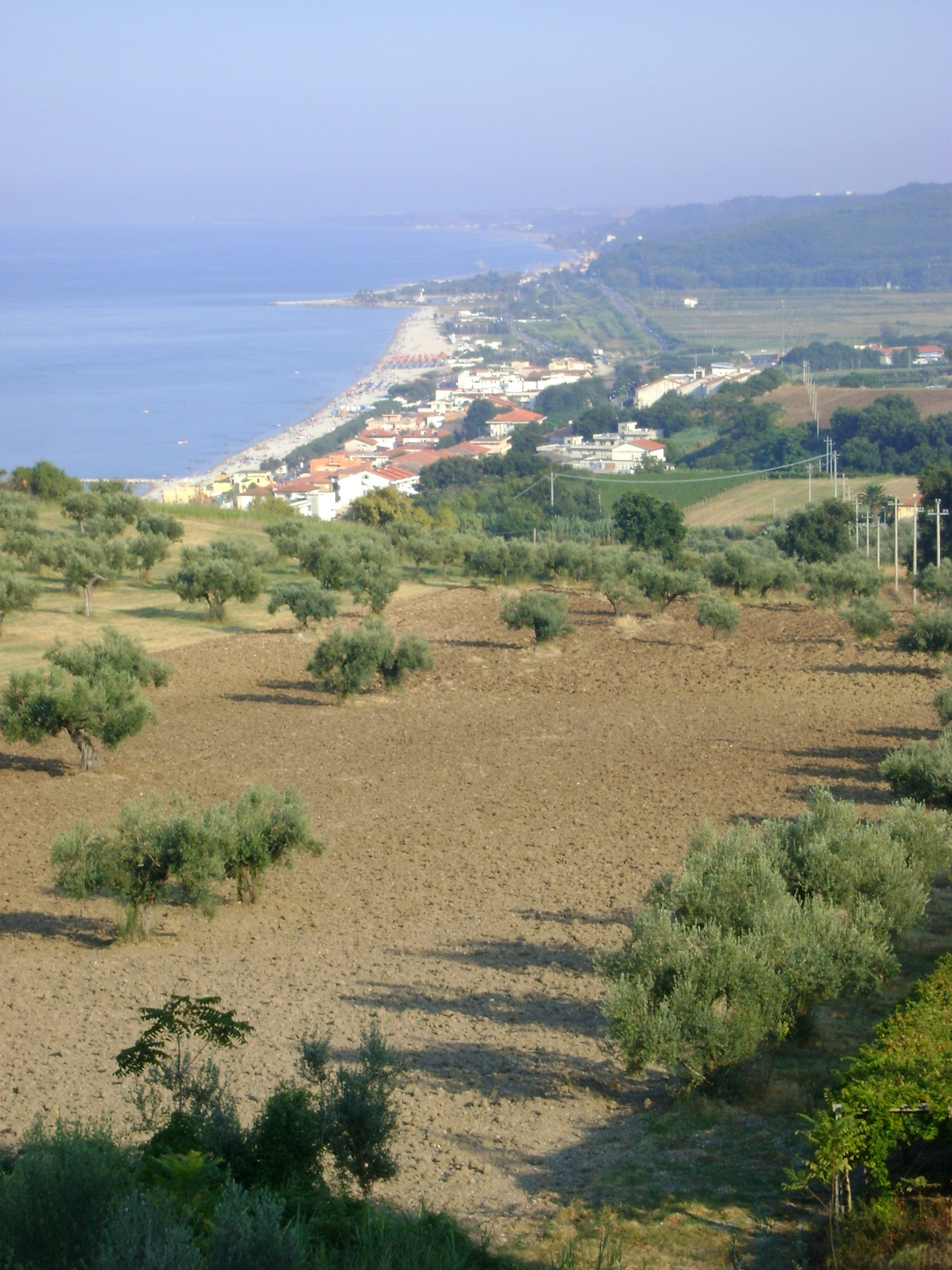
Veduta del campo di ulivi e di Fossacesia Marina dal promontorio dell'abbazia

### Tradizioni e folclore
- 8 e 9 maggio, San Nicola di Bari,
- 23 e 24 giugno, San Giovanni Battista
- 6 luglio, festa della Madonna delle Grazie, a Villa Scorciosa.
- 16 luglio, Festa della Madonna del Carmine, a Fossacesia Marina
- 26 e 27 luglio, festa di San Gabriele in contrada Piano Favaro.
- 6 e 7 agosto, festa di San Donato.
- 16 agosto, festa di San Rocco, a Villa Scorciosa.

## Infrastrutture e trasporti
Il paese è attraversato dalla Strada statale 16 Adriatica, dalla Strada statale 652 di Fondo Valle Sangro che lo collega con Atessa, Villa Santa Maria e Castel di Sangro, dalla Strada provinciale 217 diretta a Lanciano e dall'Autostrada A14 Adriatica attraverso il casello "Val di Sangro". Fossacesia è inoltre servita dalla stazione di Fossacesia-Torino di Sangro, ubicata lungo la ferrovia Adriatica con diramazione (solo per il trasporto merci) per la linea Sangritana verso la zona industriale Saletti e Archi.

## Amministrazione
| Periodo        | Periodo        | Primo cittadino          | Partito                                            | Carica  | Note          |
| -------------- | -------------- | ------------------------ | -------------------------------------------------- | ------- | ------------- |
| 23 aprile 1995 | 12 giugno 1999 | Giuseppe Sgrignuoli      | Lista civica di Centro-sinistra                    | Sindaco | [ 15 ]        |
| 13 giugno 1999 | 7 giugno 2009  | Enrico Di Giuseppantonio | CCD poi UDC                                        | Sindaco | [ 16 ] [ 17 ] |
| 8 giugno 2009  | 24 maggio 2014 | Fausto Tommaso Stante    | Lista civica Città attiva                          | Sindaco | [ 18 ]        |
| 25 maggio 2014 | 26 maggio 2019 | Enrico Di Giuseppantonio | UDC - Lista civica di Centro-destra Per Fossacesia | Sindaco | [ 19 ]        |
| 26 maggio 2019 | 9 giugno 2024  | Enrico Di Giuseppantonio | UDC - Lista civica di Centro-destra Per Fossacesia | Sindaco | [ 20 ]        |
| 9 giugno 2024  | in carica      | Enrico Di Giuseppantonio | UDC - Lista civica di Centro-destra Per Fossacesia | Sindaco | [ 20 ]        |

## Sport

### Calcio
La principale squadra di calcio della città è la Union Fossacesia che milita nel campionato di Eccellenza abruzzese. I colori sociali sono il rosso ed il bianco.

### Ciclismo
Giro d'Italia
Fossacesia Marina è stata sede della cosiddetta "Grande Partenza" del Giro d'Italia nell'edizione del 2023, con il via ufficiale della corsa dato il 6 maggio da via Lungomare alla volta di Ortona, dove si concluse la prima tappa (cronometro individuale) con la vittoria del belga Remco Evenepoel. In totale, la città è stata sede di tappa della "Corsa Rosa" in due occasioni (una partenza da Fossacesia e una partenza da Fossacesia Marina).